# Asyneuma argutum
Asyneuma argutum là loài thực vật có hoa trong họ Hoa chuông. Loài này được (Regel) Bornm. mô tả khoa học đầu tiên năm 1921.